# Елізабет Бекер-Пінкстон
Елізабет Бекер-Пінкстон (англ. Elizabeth Becker-Pinkston, 6 березня 1903 — 6 квітня 1989) — американська стрибунка у воду.
Олімпійська чемпіонка 1924, 1928 років.